# Gustavo Leigh
Gustavo Leigh Guzmán (né le 19 septembre 1920 à Santiago du Chili et mort le 29 septembre 1999 à Santiago du Chili) est un militaire chilien, général en chef des forces aériennes du Chili et membre de 1973 à 1978 de la junte militaire qui gouverna le pays. 

## Carrière militaire
Issu d'une famille de la classe moyenne, il entre en 1940 à l'école militaire puis à celle de l'aviation. En 1948, pilote de bombardier et instructeur de vol, il est promu capitaine d'aviation puis commandant d'escadrille.
En 1960, il est chef de mission à Washington, D.C.. En 1966, le colonel d'aviation Leigh devient secrétaire général des forces aériennes puis, jusqu'en 1971, directeur de l'école d'aviation, année où le général Leigh devient chef d'état major des forces aériennes. 
Le 17 août 1973, le président Salvador Allende le nomme commandant en chef des forces de l'armée de l'air.

## Le Coup d'État du 11 septembre 1973
Gustavo Leigh fut très tôt impliqué dans les préparatifs du putsch qui devait renverser le gouvernement de Salvador Allende. Il lui revint la charge notamment de convaincre le chef des forces armées, le général Augusto Pinochet, de se joindre au complot militaire. 
Le 11 septembre 1973, il fut le premier des chefs des forces armées à signer le document qui formalisa le coup d'État du 11 septembre 1973. Depuis son quartier général à Las Condes, il ordonna de bombarder le palais de la Moneda où s'était retranché Allende et ses derniers partisans alors que l'armée prenait le contrôle du pays. 
Résolument anti-marxiste, Leigh apparait alors comme le membre le plus dur et le plus impitoyable de la junte, promettant d'« éradiquer le cancer marxiste » de la patrie. C'est sous ses ordres que les forces aériennes procédèrent d'abord à l'épuration au sein de ses rangs des opposants au coup d'État puis aux interrogatoires contre certains de ses plus hauts gradés comme le général Alberto Bachelet. Leigh créa notamment le commandement conjoint, un organisme ayant la tutelle des services secrets.

## Son opposition à Pinochet au sein de la junte

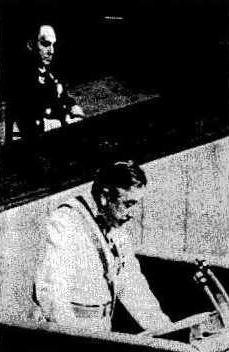
Leigh à l'écoute de Pinochet.

Son opposition au pouvoir grandissant de Pinochet au sein de la junte débuta dès le premier jour du coup d'État et allait finir par lui coûter son poste. 
Leigh le critiqua d'abord pour son soutien tardif au coup d'État puis pour ses prétentions à s'arroger tout le pouvoir. Ainsi, en décembre 1974, il fut le seul membre de la junte à s'opposer à la désignation de Pinochet comme président de la République. 
Partisan également d'un gouvernement dirigiste en matière économique, il était hostile à l'économie de marché alors que les autres membres de la junte avaient décidé de s'en remettre sur le sujet aux Chicago Boys, des partisans d'un néo-libéralisme économique. 
La rupture avec Pinochet intervint en 1978. L'année avait commencé par des tensions entre les deux hommes quand Leigh s'était opposé à la volonté de Pinochet d'organiser un référendum par lequel ce dernier voulait demander aux Chiliens de rejeter la condamnation par l'ONU des violations des droits de l'Homme au Chili. Poursuivant ses critiques, Leigh accorda le 18 juillet 1978 une entrevue à un journal italien, le Corriere della Sera dans lequel notamment il condamna l'assassinat d'Orlando Letelier aux États-Unis et réclama le rétablissement à court terme du régime civil avec la légalisation des partis politiques, une nouvelle constitution et des élections libres. 
Dans les jours qui suivirent, le général Pinochet décida de retirer à Leigh l'ensemble de ses fonctions. Le but était aussi de préserver l'unité de la junte, divisée sur les déclarations de Leigh. Monica Madariaga, la ministre de la Justice, fut chargée de trouver une justification légale au licenciement.
Le 24 juillet 1978, à l'unanimité des autres membres de la junte, Leigh fut relevé de ses fonctions de chef de l'armée de l'air l'excluant également de la junte et remplacé par le général Fernando Matthei (en) qui était jusque-là le ministre de la Santé. Le départ de Leigh s'accompagna de celui de la quasi-totalité du haut commandement de l'armée de l'air chilienne. 

## Les années 1990
Après le retour de la démocratie en 1990, Gustavo Leigh fut la cible d'une tentative de meurtre fomentée par le groupe d'extrême-gauche du front patriotique Manuel Rodríguez qui lui coûta un œil. Il fut plus tard questionné par un juge d'instruction sur son rôle dans la disparition de 12 dirigeants du Parti communiste chilien et brièvement mis en garde à vue avant d'être remis en liberté par décision de la Cour suprême.